# Stahlhelm M42

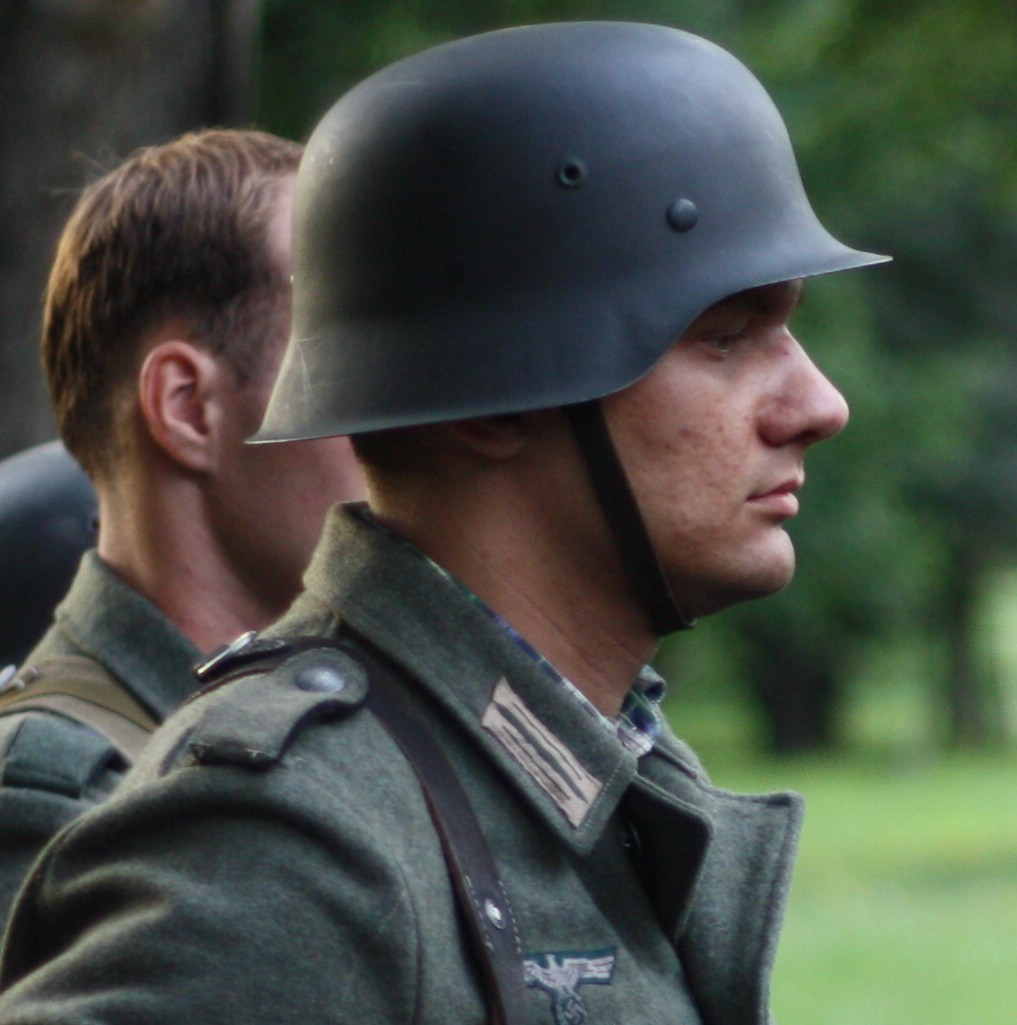
M42

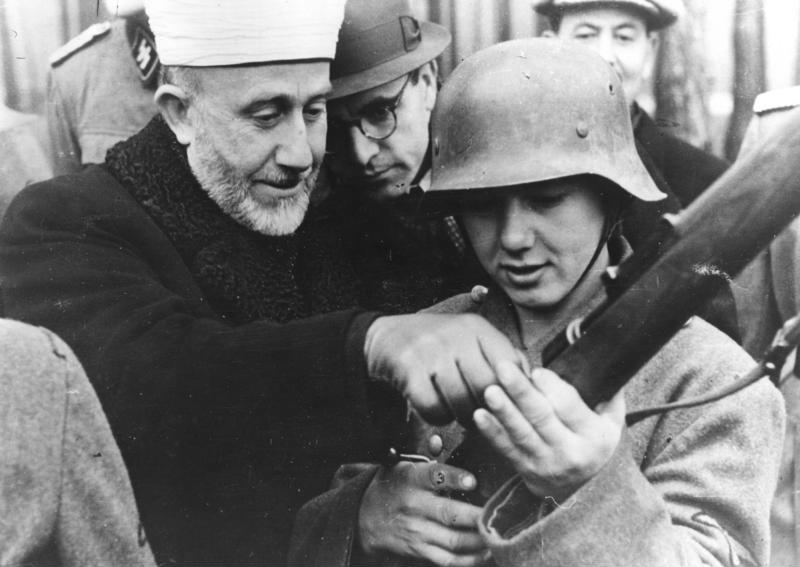
M42 на голове боснийского солдата из 13-й добровольческой горнопехотной дивизии СС «Ханджар» (ноябрь 1943)

Стальной шлем образца 1942 года (нем. Stahlhelm Modell 42) — пехотная каска, утверждённая в качестве стандартного общевойскового шлема вооружённых сил нацистской Германии летом 1942 года.

## История
В связи с необходимостью увеличения объёмов выпуска продукции военного назначения в условиях Второй мировой войны 6 июля 1942 года ОКХ разрешило создание нового общевойскового шлема. Новый шлем разрабатывался по экономическим соображениям.
1 августа 1942 года началось массовое производство шлемов нового образца.
Шлем изготавливался методом горячей штамповки из стали без легирующих добавок (с целью экономии молибдена и марганца, которые являлись стратегическим сырьём и использовались в производстве иной продукции военного назначения), дорогостоящий и длительный процесс завальцовки края был заменён отбортовкой (что позволило сократить время производства и снизить себестоимость единицы продукции).
Массовое производство шлемов этого образца было прекращено в конце 1944 — начале 1945 года, после того, как большинство предприятий-производителей оказались под контролем стран Антигитлеровской коалиции или в прифронтовой полосе, а оставшиеся — переориентированы на выпуск иной продукции.

## Страны-эксплуатанты
- Нацистская Германия